# Laheda
Laheda (em estoniano:  Laheda vald) é um município rural estoniano localizado na região de Põlvamaa.